# Chogye Trichen
Chogye Trichen, né le 16 septembre 1920 à Shigatsé au Tibet, et mort le 22 janvier 2007 à Narayanthan, Katmandou au Népal, est un maître du bouddhisme tibétain, qualifié de Rinpoché. Il a enseigné à de nombreuses figures du bouddhisme actuel dont le 14e dalaï-lama, Sakya Trizin et Lama Zopa Rinpoché.

## Biographie
Chef de la branche Tsarpa de l'école Sakya, il est né à Shigatsé en 1920 et a été reconnu par le 13e dalaï-lama comme la réincarnation du précédent Chogye Rinpoché du monastère de Nalendra. Ses maîtres racines étaient le 4e Zimwog Rinpoché Kunga Tenzin et Dampa Rinpoché Shenpen Nyingpo. Après le soulèvement tibétain de 1959, il se rendit au Mustang, où sa sœur était mariée au roi, Jigme Dorje Palbar Bista (en). Il devint plus tard secrétaire général du Conseil des affaires religieuses et culturelles du gouvernement tibétain en exil, occupant ce poste jusqu'en 1969. Il fonda les monastères de Tashi Rabten Ling à Lumbini et Jamchen Lhakhang à Boudhanath. Il est décédé en janvier 2007, restant quinze jours en tukdam.
Il existe une émanation, un successeur désigné avant la mort de Chogye Trichen

### Sources
- (en) David Paul Jackson, Lama of Lamas: The Life of the Vajra-master Chogye Trichen Rinpoche, Vajra Books, 2020 (ISBN 978-9-937-93301-8)